# 艾伯特縣 (喬治亞州)
艾伯特县（英語：Elbert County）是美國喬治亞州東北部的一個縣，1790年12月10日设立，東鄰南卡羅萊納州。面積970平方公里。根據美國2000年人口普查，共有人口20,511人。2005年的估计数为20,799人。縣治艾伯頓（Elberton）。
縣名紀念第十五任州長薩穋爾·艾伯特（Samuel Elbert）。

## 地理
根据美国人口调查局的数据艾伯特縣总面积970平方公里，其中955平方公里是陆地面积，15平方公里是水面面积（1.54%）。

### 主要公路
- 17号州际公路
- 72号州际公路
- 77号州际公路
- 79号州际公路
- 172号州际公路
- 368号州际公路

### 邻县
- 安德森縣 (南卡羅萊納州)（北）
- 阿比維爾縣 (南卡羅萊納州)（东北）
- 林肯县 (乔治亚州)（东南）
- 威尔克斯县 (乔治亚州)（南）
- 奥格尔索普县 (乔治亚州)（西南）
- 麥迪遜縣 (喬治亞州)（西）
- 哈特县 (乔治亚州)（北西北）

## 人口
据2000年人口普查的数据艾伯特縣有20,511名居民，分8,004个户、5,770个家庭，其人口密度为每平方公里21人。其中66.94%是白人、30.85%是美国黑人、0.20%是美洲土著人、0.24%是亚洲人、0.03%是太平洋土著人、1.06%是其它人种，0.68%是混血儿。2.38%的人是西班牙或拉丁美洲裔的。
在8,004户中有32.0%的有18岁以下的未成年人、51.9%是结婚夫妇、15.7%是抚养儿女的单身女子、27.9%不是家庭、25.0%是单身汉、11.6%有65岁以上的老年人。平均每户2.53人，每个家庭的平均大小为3.01人。
县内人口结构为25.8%为18岁以下的未成年人、8.4%在18至24岁间、27.2%在25至44岁间、23.6%在45至64岁间、14.9%在65岁或以上。平均年龄为37岁。女子比男子的性别比为100：92.2，18岁以上的居民的性别比为100：88.5。
市内每户的平均年收入为28,724美元，每个家庭的平均年收入为34,276美元。男子的平均年收入为27,221美元、女子的平均年收入为19,737美元。人均年收入为14,535美元。约14.6%的家庭、17.3%的人口生活在贫困线以下，其中包括23.5%的未成年人和17.2%的老年人。

## 名人
虽然艾伯特縣是一个乡村县，但是这里出现了许多名人，其中包括
- 威廉·H·克劳福德，美国前战争部长，1824年总统候选人
- 梅里韦瑟·刘易斯，探险家

## 法院和政府
艾伯特縣属于乔治亚州的北司法区，这个区还包括哈特、弗兰克林、麦迪逊和奥格尔索普县。艾伯特縣县内有一个州立法院。
艾伯特縣的最高行政组织是从各区内选举而出的一个五人的理事委员会、一名全县普选的主席以及由委员会任命的县管理员。

## 民间组织
艾伯特縣有许多民间组织，比如艾伯特縣商业行会、艾伯特縣历史社团等等。

## 历史和文化名胜
艾伯特縣有许多文化和历史名胜，其中包括艾伯特縣法庭、艾伯特縣花岗岩博物馆、艾伯特縣剧院等。县北建有一组神秘石碑，称为佐治亚引导石。